# Het engeltje des verderfs

De ligging van Uruguay in Zuid-Amerika.

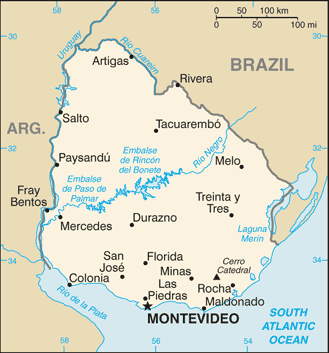
Een overzichtskaart van Uruguay.

Het engeltje des verderfs is een spionageroman van auteur Gérard de Villiers en is het 31e deel uit de S.A.S.-reeks met als protagonist de Oostenrijkse prins en freelance CIA-agent Malko Linge.

## Het verhaal
De CIA heeft Ron Barber aangesteld als districtshoofd in Uruguay met als belangrijkste taak het elimineren van de stadsguerrillabeweging Tupamaros, een groepering die dood en verderf zaait in de straten van Montevideo. De Tupamaros ontdekken dat een van hun kameraden de identiteitsgegevens heeft verstrekt aan de CIA. Om de identiteit van de verrader te achterhalen nemen de Tupamaros Barber gevangen en wordt deze gemarteld.
Malko wordt, vergezeld door Milton Brabeck en Chris Jones, naar Montevideo gezonden om Ron Barber te bevrijden uit de handen van de Tupamaros voordat deze doorslaat en de identiteit van de verrader bekendmaakt.
Malko dient echter omzichtig te werk te gaan om niet de aandacht te trekken van het Dominicaanse klooster waar de engeltjes des verderfs gehuisvest zijn.

## Personages
- Malko Linge, een Oostenrijkse prins en CIA-agent;
- Chris Jones, een CIA-agent en collega van Brabeck;
- Milton Brabeck, een CIA-agent en collega van Jones;
- Ron Barber, het districtshoofd van de CIA in Montevideo.